# Hunza
|  | Per a altres significats, vegeu «Hunza (desambiguació)». |

Bandera

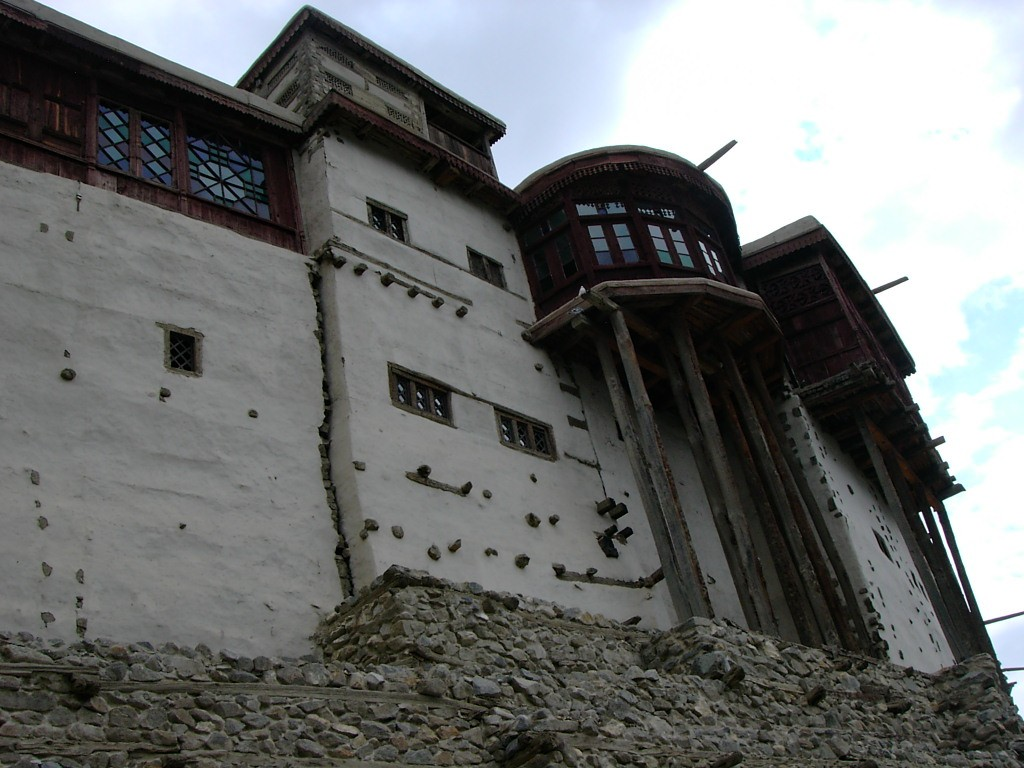
Fort de Karimabad o Baltit

Hunza fou un estat tributari protegit avui sota domini del Pakistan. El 1881 s'estimava la seva població en sis mil persones i la superfície era desconeguda; la superfície posterior és indicada com 10.101 km² però no hi ha referències a la seva població. El sobirà portava el títol de thum i pertanyia a la dinastia Ayeshe. Administrativament el formaven 8 districtes cadascun amb un fort. La religió era la musulmana i el grup principal eren els yeshkuns. El seu domini afectava a la vall d'Hunza amb les regions muntanyoses de l'Hindu Kush i Muztagu. Al sud-oest tenia l'estat de Gilgit i a l'oest els d'Ashkuman i Yasin dels que quedava separat per una serralada; la serralada de Muztaga a l'est, separava el veí principat de Nagar (situat al sud) del Baltistan, situat a l'est. Els habitants de la vall eren ismaïlites seguidors de l'Aga Khan, mentre al veí Nagar eren ismaïlites i xiïtes. La capital fou Baltit després rebatejada Karimabad (vers 1970).

## Història

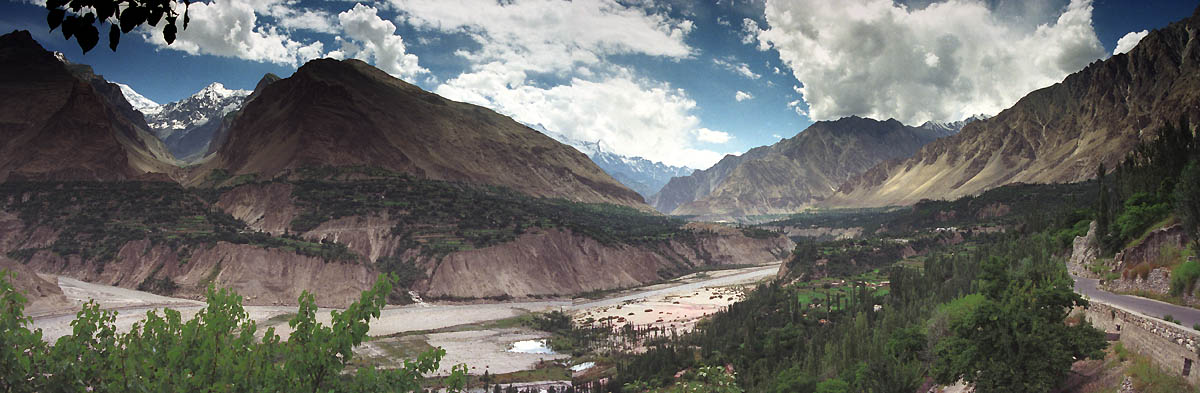
Paradisíac aspecte de la Vall d'Hunza

La tradició diu que l'origen del poble anomenat hunzakuts o hunzes a tres soldats grecs d'Alexandre el Gran que s'haurien casat a dones perses. Els hunzes són alts, tenen la pell clara i un aspecte físic europeu. Claudi Ptolemeu els esmenta com dardae (dardes). El principat d'Hunza hauria existir des del segle XI però la seva història és llegendària fins a quasi el segle XIX. La paraula hunza vol dir "fletxa" en llengua burushaski. L'estat cobrava una taxa a les caravanes que passaven per la seva vall a canvi de no ser atacades. El 1869 el sobirà Muhammad Ghazan Khan es va reconèixer tributari de Caixmir; en aquell temps les ètnies principals eren els hunzakuts i els seus parents els nagirkuts, en gran part ismaïlites; la llengua habitual és els burushaski, una llengua aïllada.
Al segle XIX a la frontera dels estats d'Hunza i Nagar amb Gilgit hi havia les fortaleses de Chaprot i Chalt que feien de zona tampó, i foren terra sense amo fins al 1877 quan va ser ocupada pel sobirà de Nagar amb suport del govern de Caixmir; el 1886 va evacuar els forts deixant el lloc a una guarnició de Caixmir. El mateix any el tham d'Hunza, Ghazan Khan, fou assassinat pel seu fill Safdar Ali Khan que el va succeir i es va reconèixer vassall de Caixmir. El 1888 aliat a Nagar va expulsar les guarnicions caixmiris de Chaprot i Chalt i va amenaçar Gilgit, però al cap de pocs mesos Caixmir va recuperar les dues fortaleses.
Els britànics van establir una agència a Gilgit el 1889 i els diversos sobirans va acceptar respectar el control de l'agent i permetre el pas lliurement pels seus territoris, aturant d'altra banda els atacs que periòdicament feien a la ruta de Yarkand i altres llocs, a canvi d'uns subsidis anuals, afegits als que els pagava Caixmir. Aquestes promeses no foren respectades i el maig de 1891 una força combinada d'Hunza i Nagar va atacar Chalt però fou dispersada pels reforços enviats al fort. Posteriorment dins el mateix any els dos sobirans es van oposar a l'allargament de les rutes que portaven a Chalt per arribar fins als seus territoris, com volien els britànics, i aquestos van haver d'enviar una expedició que va ocupar Nagar i Hunza.
El tham de Nagar es va sotmetre i el d'Hunza, Safdar Ali, va fugir a la Xina; els subsidis foren retirats i el 15 de setembre de 1892 es va establir com a nou tham al germanastre de Safdar, Muhammad Nazim Khan, lleial als britànics, mentre a Nagar es va tornar el poder al tham. Una força militar va romandre a Hunza i a Nagar fins al 1897, i el 1895 es van tornar a concedir els subsidis tant britànics com de Caixmir; aquest mateix els dos sobirans van ajudar en la lluita a Chitral.
Zafar Zahid Khan, Tham de Nagar, va morir el 1904 i el va succeir el seu fill Sikandar Khan mentre a Hunza Nazim Khan va romandre al poder fins a la seva mort el 1938; les seves relacions amb les autoritats xineses foren controlades. El tham de Hunza reclamava Roskam i el territori al nord del Pamir regat pel Taghdumbash però el 1927 els britànics van considerar aquestes reclamacions sense fonament; Hunza reconeixia la sobirania de Caixmir a qui pagava un tribut simbòlic, i aportava soldats a la defensa de les fronteres a canvi dels quals rebia el subsidi de Caixmir. A la mort del tham el 22 de juliol de 1938 el va succeir Muhammad Ghazan Khan II, fins que va morir l'abril de 1945 i va pujar al tron el seu fill Muhammad Jamal Khan que el 3 de novembre de 1947 va proclamar l'accesió de l'estat al Pakistan. El 25 de setembre de 1974 l'estat fou dissolt pel primer ministre de Pakistan Zulfikar Ali Bhutto, i annexionat formant part des de l'1 de juliol de 1970 de les anomenades Àrees Septentrionals (Nothern Areas). El tham va morir dos anys després. La zona va resistir al control pakistanès i fou anomenada pels nacionalistes com a Balawaristan. Finalment el 29 d'agost de 2009, se li va reconèixer unilateralment l'autonomia (va esdevenir una província autònoma del Pakistan per un decret presidencial i va agafar el nom de "Gilgit Baltistan") però els moviments nacionalistes no ho van acceptar.

## Llista de thams
| Regnat                                        | Thams d' Hunza                                                    |
| --------------------------------------------- | ----------------------------------------------------------------- |
| Dates incertes                                | Salim Khan II                                                     |
| Dates incertes                                | Shah Sultan Khan                                                  |
| 1710 - ?                                      | Shahbaz Khan                                                      |
| ? - vers 1750                                 | Shahbeg Khan                                                      |
| vers 1750 - 1790                              | Shah Kisro Khan                                                   |
| 1790                                          | Mirza Khan                                                        |
| 1790 - 1825                                   | Salim Khan III                                                    |
| 1825 - 1863                                   | Ghazanfur Khan                                                    |
| 1863 - 1886                                   | Mohammad Ghazan Khan I                                            |
| 1886 - Des. 1891                              | Safdar Ali Khan                                                   |
| 15 de setembre de 1892 - 22 de juliol de 1938 | Mohammad Nazim Khan K.C.I.E                                       |
| 22 July 1938 - 1945                           | Mohammad Ghazan Khan II                                           |
| ? 1945 - 25 de setembre de 1974               | Mohammad Jamal Khan                                               |
| 25 de setembre de 1974 -                      | Estat de Hunza dissolt per Z.A.Bhutto Primer Ministre de Pakistan |